# نظرية الاستعادة

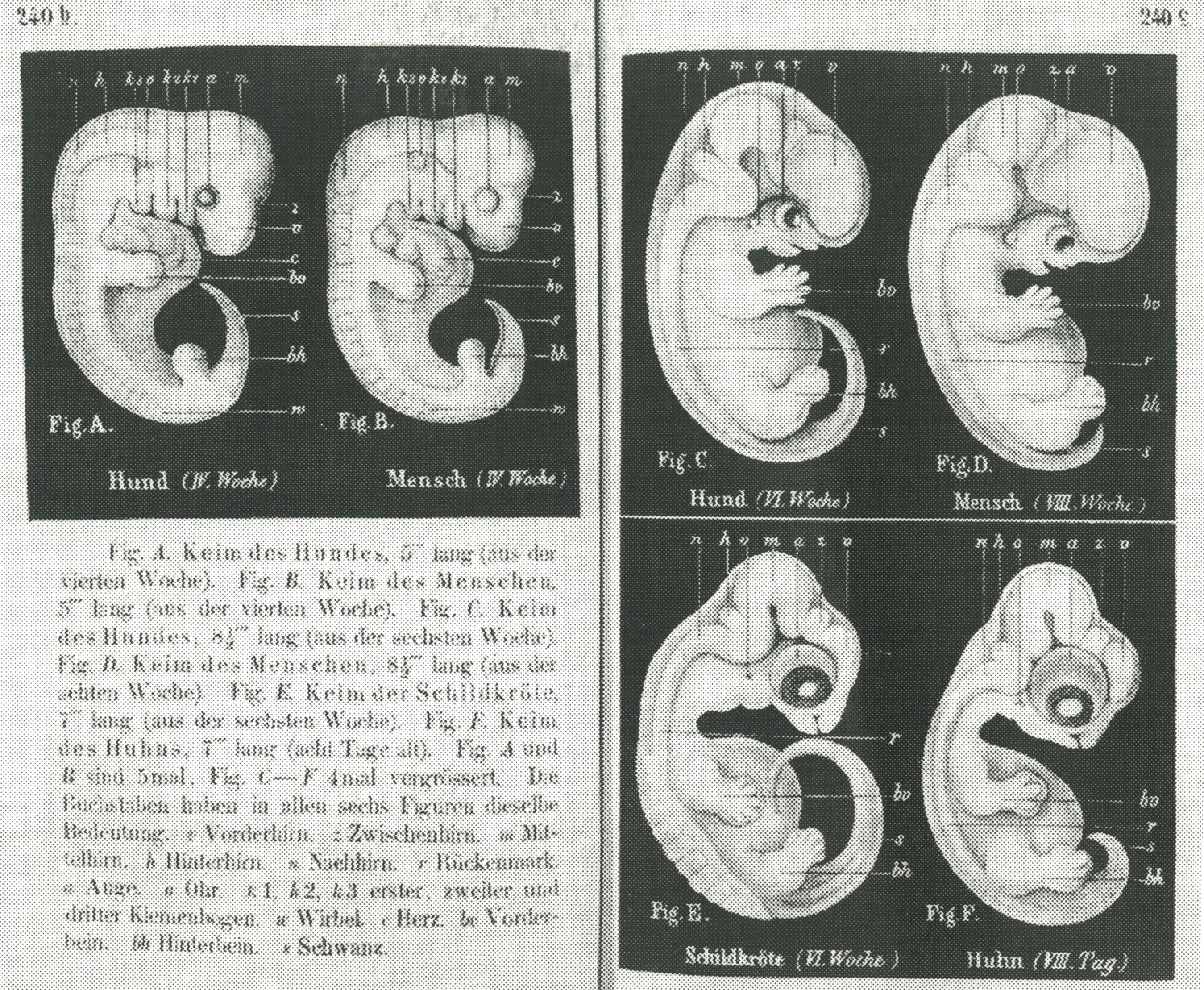
التطور الجنيني

نظرية الاستعادة أو القانون الجيني الحيوي أو التناظر الجنيني هي فرضية تاريخية تنص على أن التخلق المضغي لجنين الحيوان من التخصيب إلى الحمل أو التفقيس (تطور الجنين)، يمر بمراحل تشبه أو تمثل مراحل البالغين المتعاقبة في تطور سلالات الحيوان البعيدة (شجرة تطور السلالات). وضع النظرية إتيان سيرس في عشرينات القرن التاسع عشر بناء على أعمال يوهان فريدريش ميكل، ليُطلق على النظرية اسم قانون ميكل-سيرس.
لأن الأجنة تتطور أيضا بطرق مختلفة، بدأت عيوب ومشاكل النظرية في الظهور مع بداية القرن العشرين، وأُحيلت إلى «الأساطير البيولوجية» بحلول منتصف القرن العشرين.
وُضعت نظريات مناظرة لنظرية الاستعادة في مجالات أخرى، بما في ذلك النمو المعرفي ونقد الفنون.

## علم الأجنة

### ميكل وسيرس وجوفري
شُكلت فكرة الاستعادة لأول مرة في علم الأحياء من تسعينات القرن الثامن عشرفصاعدا على أيدي علماء الفلسفة الطبيعية الألماني يوهان فريدريش ميكل وإتيان سيرس وكارل فريدريش كيلماير، لتكتسب الفرضية بعد ذلك حالة كونها قانون أحياء جينية.
شكل سيرس النظرية الجينية بين عامي 1824 و1826، بناء على أعمال ميكل فيما أصبح يُعرف باسم «قانون ميكل-سيرس». كانت هذه محاولة للربط بين علم الأجنة المقارن وبين «نمط التوحيد» في العالم العضوي. دعم الفرضية ايتيان جوفري سانت هيلار، وأصبحت الفرضية جزءا هاما من أفكاره. افترضت الفرضية أن التحولات الماضية في الحياة قد تكون بسبب أسباب بيئية عاملة على الجنين، بدلا من عملها على البالغين كما في اللاماركية. أدت هذه الأفكار الطبيعانية إلى اختلافات مع جورج كوفييه. حظيت الفرضية بدعم كبير في مدارس لندن وإدنبره للتشريح بحلول ثلاثينات القرن التاسع عشر خاصة روبيرت إدموند غرانت، ولكن واجهت معارضة من قبل كارل إرنست فون باير وآرائه عن الانحراف، كما تلقت هجوما من قبل ريتشارد أوين في ثلاثينات القرن التاسع عشر.

### هيكل
حاول إرنست هيكل (1834-1919) اصطناع أفكار اللاماركية والفلسفة الطبيعية الخاصة بيوهان فولفغانغ غوته مع مفاهيم تشارلز داروين. في حين كان كثيرا ما يرفض نظرية التطور التفرعي لداروين لصالح التطور التقدمي الخاص بلامارك الأكثر خطية، فإنه من غير الدقيق القول بأن هيكل استخدم الصورة اللاماركية لوصف تاريخ تطور الجنين وتطور السلالات للأنواع المفردة، لكنه اتفق مع داروين في تفرع كل الأنواع من نوع واحد أو عدد قليل من الأسلاف الأصليين. منذ بداية القرن العشرين، دُحض قانون الأحياء الجينية الخاص بهيكل على العديد من النواحي.
كوّن هيكل نظريته على مبدأ أن «تطور الجنين يستعيد تطور السلالات». تطور الجنين هو نمو (تغير الحجم) وتطور (تغير الهيكل والتكوين) لكائن حي مفرد، بينما علم الوراثة العرقي هو التاريخ التكوري للأنواع. ادعى هيكل أن تطور الأنواع المتقدمة يمر بمراحل متمثلة في الأحياء البالغة للأنواع الأكثر بدائية. بعبارة أخرى، تمثل كل مرحلة متعاقبة في تطور الفرد مرحلة في شكل وهيكل البالغ والتي ظهرت في التاريخ التطوري الخاص به.
على سبيل المثال، افترض هيكل أن الشقوق البلعومية الموجودة بين الأقواس البلعومية في رقبة الجنين البشري لا تشبه فقط شقوق الخياشيم في الأسماك، ولكنها تمثل مباشرة مرحلة تطورية بالغة شبيه بالأسماك، لتمثل سلفا شبيه بالأسماك. الشقوق البلعومية الجنينية (والتي تتكون في العديد من الحيوانات عندما تتمزق الألواح العنقية التي تفصل بين الحويصلات البلعومية والشقوق البلعومية) تفتح البلعوم إلى العالم الخارجي. تظهر الأقواس البلعومية في كل أجنة رباعيات الأطراف، ففي الثدييات يتطور القوس البلعومي الأول إلى الفك السفلي (غضروف ميكل) والمطرقة والركاب. إلا أن هذه الأقواس البلعومية والشقوق والحويصلات والخياشيم في أجنة البشر لا يمكنها تحت أي ظرف أن تؤدي نفس غرض الخياشيم في الأسماك البالغة.
قدم هيكل العديد من الرسومات الجنينية التوضيحية والتي بالغت كثيرا في التشابهات بين أجنة الأنواع المختلفة. يرفض علم الأحياء الحديث الصيغو الحرفية والصيغة العالمية لنظرية هيكل، بالإضافة إلى تطبيقاتها المحتملة على سلوكيات التطور الجنيني، مثل التطور النفسي الحركي للحيوانات الصغيرة وأطفال البشر.

### الانتقاد المعاصر
أساءت رسومات هيكل التوضيحية تمثيل التطور الجنيني البشري المعروف لدرجة أنه جذب معارضة العديد من أعضاء المجتمع العلمي، بما في ذلك عالم التشريح فيلهلم هس والذي كان قد كوّن نظرية منافسة هي نظرية السببية الميكانيكية في التطور الجنيني البشري. انتقدت أعمال هس منهجية هيكل بصورة خاصة، قائلا أن أشكال الأجنة نتجت في الغالب عن الضغوط الميكانيكية الناتجة عن الاختلافات المحلية في النمو. نتجت هذه الاختلافات بدورها عن «الوراثة». قارن هس بين أشكال الهياكل الجنينية وبين انابيب مطاطية يمكن شقها وانحنائها، وموضحا هذه المقارنات برسومات توضيحية دقيقة. لاحظ ستفن جاي غولد في كتابه المنشور عام 1977 تحت عنوان تطور الأجنة وتطور الأنواع أن هجوم هس على نظرية الاستعادة الخاصة بهيكل كانت أكثر أساسية من أي ناقد تجريبي، إذ أنه أوضح بفعالية أن القانون الجيني الحيوي لم يكن ذا علاقة بالموضوع.
افترض داروين أن الأجنة تشبه بعضها البعض لأنها تتشارك في سلف مشترك كان له جنين مشابه غالبا، ولكن هذا التطور لم يستبدل تطور الأنواع بالضرورة. لم يجد داروين سببا في افتراض أن الأجنة في أي مرحلة تشبه البالغين من سلف سابق. افترض داروين أيضا أن الأجنة كانوا عرضة لضغط انتقائي أقل حدة من البالغين، وبالتالي فقد تغيروا بصورة أقل.

### الوضع الحديث
يتبع علم الأحياء النمائي التطوري الحديث فون بير (بدلا من داروين) في الإشارة إلى التطور النشط في النمو الجنيني كوسيلة أساسية في تغيير شكل أجسام البالغين. إلا أنه هناك مبدأان محوريان في علم الأحياء النمائي التطوري (التغيرات التي تحدث في التزامن والتموضع داخل الجسم بالنسبة إلى التطور الجنيني وكيفية تشكيلها لجسد النسل مقارنة بالأسلاف) وضعهما لأول مرة هيكل في سبعينات القرن التاسع عشر. نتيجة لذلك فقد نجت هذه العوامل من أفكاره عن التطور، في حين لم تنج نظرية الاستعادة الخاصة به.
تُعتبر الصورة الهيكلية لنظرية الاستعادة بائدة. تمر الأجنة فعلا بفترة تتغير فيها أشكالهم بشدة من خلال موقعهم التطوري، وليس من خلال ضغوط اصطفائية، وهذا يعني فقط أنهم يشبهون الأجنة الأخرى في هذه المرحلة، وليس الأسلاف البالغين كما ادعى هيكل. يلخص قسم الأحياء القديمة من جامعة كاليفورنيا الرؤية الحديثة كما يلي: